# Kommunalwahl in der Türkei 1946
Die Kommunalwahl in der Türkei 1946 (türkisch 1946 Türkiye yerel seçimleri) fand im Jahr 1946 statt und war die zweite Kommunalwahl in der Türkei. Nach der Kommunalwahl in der Türkei 1930 war sie zudem die zweite demokratische landesweite Wahl in der gesamten Geschichte der Türkei. 
Die Cumhuriyet Halk Partisi (Republikanische Partei) und die Demokrat Parti traten hier gegeneinander an, dabei wurde die CHP von Parteiführer İsmet İnönü die Gewinnerin der Wahlen. Die DP von Celâl Bayar wurde Zweitplatzierte. 

## Ergebnisse
| Partei                  | Generalsekretär | Stimmanteil |
| ----------------------- | --------------- | ----------- |
| Cumhuriyet Halk Partisi | İsmet İnönü     | 54,65 %     |
| Demokrat Parti          | Celâl Bayar     | 45,35 %     |
| Gesamt                  |                 | 100,00 %    |